# كاميرون ستيفنسون (لاعب كرة قدم أمريكية)
كاميرون ستيفنسون (بالإنجليزية: Cameron Stephenson)‏ هو لاعب كرة قدم أمريكية أمريكي، ولد في 18 يونيو 1983 في سيدني في أستراليا.